# Crassimarginatella spinifera
Crassimarginatella spinifera är en mossdjursart som beskrevs av Silén 1941. Crassimarginatella spinifera ingår i släktet Crassimarginatella och familjen Calloporidae. Inga underarter finns listade i Catalogue of Life.